# Ткаченко Михайло Володимирович
Михайло Володимирович Ткаченко (нар. 5 грудня 1925, Нижнє (Луганська область) — пом. 28 лютого 1999, Львів) — український художник, мистецтвознавець, педагог.

## Життєпис
Михайло Ткаченко увійшов в українське мистецтво в перші післявоєнні десятиріччя. Він народився 5 грудня 1925 року в селі Нижньому Луганської області. Ріс в робітничій шахтарській сім'ї, де поважали труд, вміли працювати, вміли й веселитися. Мав двох сестер і брата. Усі діти любили музику, поезію, вчилися грати на різноманітних музичних інструментах: мандоліні, гітарі, балалайці. Батько, Володимир Карпович, після важкої зміни у шахті, вечорами із задоволенням читав їм вголос вірші Шевченка, Пушкіна, Тютчева. Вже пізніше, навчившись добре грати на кількох інструментах, Михайло навіть вагався, чому віддати перевагу малюванню чи музиці. В хаті часто збиралася молодь на вечорниці, співали, танцювали. З тих далеких часів зберіг він в душі замилування народною піснею, словом, захоплення красою та барвами природи.
Ще в ранні шкільні роки вчитель з математики запримітив його нахил до малювання і те, з яким запалом збирає вразливий хлопчик репродукції з картин Васильківського, Левітана, Куїнджі. Організували у школі гурток малювання, Михайлик Ткаченко відразу став одним з найбільш активних його членів. Перше громадське визнання — персональна виставка малюнків учня четвертого класу Михайла Ткаченка у залі рідної школи 1934 року остаточно визначила шлях юнака. Ще навчаючись в Нижнянській школі, Михайло поступає на заочні курси образотворчого мистецтва при Центральному будинку народної творчості України в Києві, де впродовж 1939—1941 років знайомиться з основами живописної грамоти. Батько з повагою поставився до рішення сина стати художником, він побачив в цьому не примху, а бажання чесної, самовідданої, напруженої праці для людей.
Проте війна обірвала всі сподівання і надії. У свої неповні 17 років М.Ткаченко став солдатом-добровольцем, працював на відбудові зруйнованих ворогом залізничних шляхів під Москвою та Ленінградом, на будівництві колії в Казахстані. У 18 років — уже на передовій. Навіть тоді, в несамовито важкі місяці, Михайло Ткаченко малював у лічені хвилини спокою. Війни на його долю вистачило: Курська дуга та Донбас, Дніпропетровщина та Запоріжжя, на підступах до якого командир кулеметного взводу М. Ткаченко був тяжко поранений.
Війна закінчилась, після поранень він одужав, йому було тільки двадцять. Нагадували про війну медаль «За відвагу», ордени Червоної Зірки та Вітчизняної Війни. У пам'яті назавжди залишилися жорстокі, кровопролитні бої, смерть бойових товаришів, гіркі та мужні роки. На війні він став дорослим, багато чого передумав і дуже свідомо обрав життєвий шлях.
Після демобілізації приїхав до Львова, де виріс і сформувався, як художник-живописець, закінчив екстерном художньо-промислове училище (1946—1949) та Львівський державний інститут прикладного та декоративного мистецтва (1947—1953). 3 великою вдячністю і пошаною згадує митець своїх вчителів М. Федюка, Р.Сельського, В. Манастирського, людей високої культури, освічених і талановитих, чуйних і уважних, прекрасних художників і педагогів. Часто приходили вони зі своїми студентами до музею українського мистецтва, де біля картин І. Труша та О.Новаківського, біля старовинних українських ікон вели довгі бесіди про колорит і композицію, виразність лінії і узагальнення пластичної форми. Викладачі вчили студентів бачити і розуміти, як дуже несхожі художники, використовуючи найрізноманітніші художні засоби, вміють у своїх творах передати основне — захоплення життєдайною силою природи, любов до Батьківщини, глибоке шанування традицій та звичаїв свого народу.
Втіленням поетичного погляду на світ для М. Ткаченка став пейзаж. Фронтовик, молодість якого обпалена «грозовими» сороковими, перший свій великий живописний твір, дипломну роботу, називає «Ми за мир» (І953 р.). Це свідчило про бажання молодого художника висловити своє відношення до самої актуальної проблеми сучасності.
Вже ранні роботи, показані на обласних вставках, привернули доброзичливу увагу критики та публіки. Колорит картин М.Ткаченка у 50-і роки м'який, приглушений («Сутінки», 1955 р., «Вечоріє», 1956 р.) свідчить про те, що йому властиве відчуття тону, яке є такою ж необхідною якістю художника, як абсолютний слух для музиканта. Він створює немало чудових пейзажів («Напровесні», І956 р., «Замело», 1957 р., «Місячна ніч», «Хмари», «Кримський пейзаж»). В них відчуваються творчі шукання, намагання знайти свій стиль, свою мову.
З 1953 по 1955 рік за направленням Міністерства культури УРСР Михайло Ткаченко працював художником живописного цеху у Львівському художньо — виробничому комбінаті Художнього фонду УРСР. З 1955 по 1958 рік — науковим співробітником Львівського державного музею українського мистецтва. З 1958 по 1962 рік — викладачем живопису та рисунку, а також заступником директора з навчальної частини Львівського державного училища прикладного та декоративного мистецтва ім. І. Труша. З січня 1962 року М. В. Ткаченко працює у Львівському державному інституті прикладного та декоративного мистецтва на посаді старшого викладача, з 1969 року — доцента, а з 1982 року і до останніх днів життя професора кафедри живопису.
Час, коли перші випускники львівського інституту стали на самостійний творчий шлях, був часом початку проявлення нової тенденції, коли поряд з використанням і успішним розвитком тенденцій реалістичного українського та російського мистецтва, молоді художники все частіше зверталися до інших пластів, як свого національного вітчизняного, так і світового мистецтва. В піднесеному звучанні кольору, наприклад, та у посиленні ритмічного ряду в композиції неважко відчути благотворний вплив композиційних та колористичних досягнень старого українського мистецтва, зокрема ікони. Звернувшись до народних художніх традицій у 1967 році М. Ткаченко пише «Дівчину з Верховини» («Гуцулка Марічка»), що стає творчою удачею і початком нового етапу діяльності. Це полотно яскравого національного звучання, радісне та оптимістичне, воно завжди привертає увагу глядача. Це підтвердила і виставка сучасного українського живопису в Іспанії (1961 р.), де експонувалася «Княгиня» — таку назву картині дали іспанці.
Протягом 60—70-х років пошуки художника в пейзажному живописі йдуть одночасно в кількох напрямках: то він створює лірично-романтичні образи («Золота осінь», «Озеро на узліссі», «Рибальські човни», «Зимовий вечір», «Після дощу», І963 р., «Берізки восени», І965 р.), то в його творах перемагає декоративність, що особливо відчутно в циклі кримських пейзажів — сонячних, яскравих, барвистих, де художник передає красу, гармонію ритмом пластичних мотивів, локальним звучним кольором (« У горах Криму», І962 р., «Крим. Село Уютне», І962 р., «Карпатський мотив», І963 р., «На верховині», 1963 р.).
Пейзажі Михайла Ткаченка дуже різнобічні за мотивами: від панорамних видів Карпатських гір до невеличких етюдів із зображенням маленьких двориків або куточків саду. Перш за все митця цікавить особливий стан природи, її різноманітність, багатогранність. У творчості художника знайшли своє яскраве відображення і розкішна природа Придонеччини і надзвичайно мальовничі картини Прикарпаття, яке стало його другою батьківщиною.
Поряд з пейзажем помітне місце посідає портрет. Від «Вчительки», 1958 р., до цілої галереї образів сучасників. Серед найбільш вдалих — портрети доярки Г. Клюк (1964 р.), слюсаря М. Вахули (1971 р.), портрет майстра народної творчості В. Прийми (1975 р.), портрет дівчини Ірини («Дебют», 1975 р.), жіночий портрет («Святковий день», 1977 р.), портрет трактористки Н. Олексовської (1979 р.).
Портретний жанр у творчості М. Ткаченка є не тільки активним засобом розкриття індивідуальних особливостей людини, але й виразом типових рис характеру сучасника. Портрети художник компонує так, що майже всю площину полотна займає зображення, що надає образові певну монументальність. Художник прагне одночасно показати і індивідуальне і виявити типове, прагне передати в своїх моделях все найкраще: силу інтелекту, духовне благородство, емоційне багатство, мужність. Його портрети сповнені душевної теплоти, світлого оптимізму, виділяються повнозвучністю колориту. Часто фон емоційно збагачує полотно, допомагає художнику повніше розкрити образ портретованого.
Як в портретах, так і в багатофігурних композиціях цього часу відчувається вплив «суворого стилю». В тематичних картинах, дещо ослаблюючи значення персонажу, митець привертає увагу до загального настрою, що створюється колоритом, масштабом наближених до глядача фігур («Перепочинок», І972 р., «Охоронці правопорядку», І977 р., «Фронтова сестра», І978 р.).
На початку 70-х років художник малює декілька історичних портретів: І. Нечуя-Левицького (1970 р.), Л. Українки (1971 р.), В. Стефаника (1971 р.), В. Бобинського (І972 р.). Робота над портретом автора «Миколи Джері» та «Кайдашевої сім'ї» була такою захопливою, що побувавши на батьківщині письменника в Стеблеві, митець створює цикл пейзажів «Рідні місця І. С. Нечуя-Левицького» («Озеро Круглик в Стеблеві», «Надросся — батьківщина І. С. Нечуя-Левицького», «Скелясті береги Росі», «Село Водяники на Черкащині», написаних, так би мовити, на єдиному подиху влітку 1971 року. Образ письменника надихає працю митця над рядом сюжетно-історичних картин («І. С. Нечуй-Левицький в Карпатах», 1970 р., «І.Франко та І. Нечуй-Левицький на Замковій горі у Львові», 1969 р., «Іван Левицький у Богуславській бурсі», 1971 р., «Страта сподвижника Олекси Довбуша Василя Баюрака», «Іван Бойчук на Запоріжжі»). Ці багатофігурні композиції приваблюють майстерністю виконання, злетом творчої думки.
В них відчувається настрій оточення, якому вдало підпорядкована то мінорно-сіра, то мажорно-світла палітра. Героїчна праця робітників оспівана в картині «Шахтарі Червонограда». Її сюжет навіяний спогадами дитинства. Образ рідного Донбасу, шахти, де працював батько художника, давно збуджували уяву митця, просилися на полотно. Виношуючи картину, М. Ткаченко вирішив відтворити обстановку, яка оточувала шахтарів, у контрастній строгій оранжевій гамі. Сміливим акцентом стали сині та чорні контурні лінії. Ці графічні елементи підкреслили фундаментальність зображення.
У 80-90-ті роки, як і раніш, велику частину творчого доробку художника складають пейзажі (« Вечір у полі», 1975 р., «На пасовищі», І976 р., «Зимовий ранок»,1980 р., « Пізня осінь»,1980 р., «Озерце», 1982 р., «Гурзуф»,1985 р., «Крим. Осінь у Краснокам'янці», І985 р.). Визначальною рисою його полотен стає образне узагальнення вічнозмінного життя природи. Інтерес до вирішення живописно-пластичних завдань відчувається у багатьох натюрмортах, декоративних, пишно-святкових, ніби призначених для того, щоб милувати й тішити зір («Натюрморт з гарбузами», 1978 р., «Натюрморт з соняшниками», 1985 р., «Дачний натюрморт», 1985 р., «Айстри», 1985 р., « Маки», 1985 р., «Жоржини», І985 р.). Натюрморти звертають на себе увагу сміливими кольоровими акцентами, несподівано знайденими точками зору, гармонією основних барв.
Довгі роки М. В. Ткаченко був членом Спілки художників СРСР, членом правління Львівської організації Спілки художників УРСР. Він брав участь у багатьох (понад 100) художніх виставках, обласних, республіканських, всесоюзних, зарубіжних (Польща, Угорщина, Іспанія, США, Канада). Відбулися 4 персональні виставки митця. Більше 50 його творів були придбані Міністерствами культури УРСР та СРСР і зберігаються в музеях і картинних галереях України. Твори художника репродуковані в багатьох виданнях.
Михайло Ткаченко відомий і як мистецтвознавець. Він — автор ґрунтовної монографії про нашого видатного земляка Теофіла Копистинського, книг про українських художників-живописців: «Вітольд Манастирський», «Григорій Смольський», а також ряду каталогів, журнальних та газетних статей з питань образотворчого мистецтва. Професор кафедри живопису Львівського державного інституту прикладного та декоративного мистецтва (останнім часом — художньої академії) він передавав свій творчий досвід студентській молоді. М.Ткаченко понад сім років подавав методичну допомогу студії образотворчого мистецтва шахтарських художників при Червоноградському Палаці культури. Михайла Володимировича часто можна було застати в оточенні шахтарських художників, які ставилися до нього з великою пошаною.
Михайло Ткаченко підготував багатьох талановитих учнів. Серед них такі відомі художники, як Роман Безпалків, Михайло Дзядик, П. Маркович, М. Опанащук, І. Остафійчук, Н. Паук, Н. Посикіра, В. Риботицький, В. Сорока, М. Тарнавський, З. Флінта, Ф. Черняк, Я. Шеремета та багато інших.
Здобутки митця були відзначені багатьма відзнаками, почесними грамотами, у тому числі грамотою Президіуму Верховної Ради СРСР (1986 р.). У 1992 році М. В. Ткаченкові було присвоєно звання Заслуженого діяча мистецтв України.
Колористичне бачення світу, сприйняття реальності посередництвом кольору — головна особливість мови живопису М. В. Ткаченка. Його палітра нагадує веселку, що зачаровує свіжими і яскравими барвами життя.
Глибоко відчуваючи романтичну красу праці, жагучу любов до життя, знаючи їм ціну і вартість, він немов прагнув своїми творами запалити серця глядачів тим вогнем життєлюбного ствердження сучасності, яким була сповнена його власна вдача, темпераментна, повна творчого неспокою.
Помер 28 лютого 1999 року, похований на Брюховицькому кладовищі.

## Основні загальні виставки
- 1956—1990 рр. Участь більше, ніж у 100 обласних, республіканських, всесоюзних виставках (м. Львів, м. Київ, м. Кишинів, м. Москва)
- 1970 р. Виставка у Польщі (м. Ряшів)
- 1975 р. Виставка у Польщі (м. Ряшів)
- 1981 р. Виставки в Угорщині (м. Будапешт, м. Сегет)
- 1981 р. Виставка в Іспанії (м. Мадрид)
- 1990 р. Виставка у Польщі (м. Ряшів)
- 1991—1992 рр. Виставки у США (м. Чикаго, м. Стоултон, м. Мілвокі)

## Персональні виставки
- 19б8 р. м. Червоноград
- 1968 р. м. Стрий
- 1970 р. м. Львів, Музей Українського мистецтва
- 1974 р. м. Дрогобич
- 1974 р. м. Стрий
- 1975 р. м. Львів, Музей українського мистецтва
- 1976 р. м. Стрий
- 1977 р. м. Золочів
- 1978 р. м. Червоноград
- 1978 р. м. Пустомити
- 1983 р. на прикордонних заставах Львівської обл.
- 1986 р. м. Львів, Картинна галерея
- 1999 р. Виставка живопису М.Ткаченка у Львівській національній картинній галереї
- 2006 р. Виставка живопису М.Ткаченка в Національному музеї міста Львова

## Наукові роботи
«Теофіл Копистинський»
Монографічне дослідження «Теофіл Копистинський» («Мистецтво», Київ, 1972 р.) — ґрунтовний твір, присвячений замовчуваному у радянський час, напрочуд талановитому західноукраїнському художнику — патріоту Теофілу Копистинському.
«Вітольд Манастирський»
В альбомі репродуковані найкращі твори відомого українського живописця, заслуженого діяча мистецтв України Вітольда Антоновича Манастирського. Вступна стаття М. В. Ткаченка знайомить з життєвим та творчим шляхом митця, його педагогічною діяльністю.
«Манастирський В.А». Альбом. Вступна стаття та упорядкування Ткаченка М. В. Київ, «Мистецтво», 1977.
«Григорій Смольський»
Альбом, присвячений творчості живописця, відомого представника львівської школи Григорія Смольського. В ньому висвітлений творчий шлях та репродуковані найкращі твори художника.
Григорій Смольський. Альбом. Автор — упорядник М. В. Ткаченко. Київ, «Мистецтво», 1983 р.

## Основні музеї, де зберігаються твори М.Ткаченка
- Львівський національний музей
- Львівська картинна галерея
- Стеблівський Літературно-меморіальний музей І. С. Нечуя-Левицького
- Ніжинська картинна галерея
- Дніпропетровський Музей трудової слави Міністерства чорної металургії
- Котовський історико-краєзнавчий музей (Молдова)
- Музей Олекси Довбуша в м. Печиніжині Івано-Франківської області
- Червоноградський музей Трудової слави
- Музей історії міліції Львівщини
- Музей історії військ ПрикВО
- Львівський суспільно-політичний центр
- Лановецький історико-краєзнавчий музей (Тернопільська область)
- Музей історії с. Жвирки (Сокальський район Львівської області)
- Дирекція виставок Спілки художників СРСР (м. Москва)
- Дирекція виставок Спілки художників України (м. Київ)

## Учні художника
Михайло Ткаченко вчив малювати, вдосконалювати свої вміння та навички дуже багатьох учнів, студентів, молодих людей, передавав їм своє бачення навколишнього світу очима художника, вчив працювати та любити природу, людей, свою країну.
Але були серед них такі, кого М. В. Ткаченко вважав своїми найкращими учнями, або тих, кого він вчив, і вони сьогодні у графі «вчитель» вписують його ім'я. Серед них — Роман Безпалків, Михайло Дзядик, Орест Манюк, П.Маркович, М.Опанащук, І.Остафійчук, Н.Паук, Н.Посикіра, В.Риботицький, В.Сорока, Юрій Скорупський, М.Тарнавський, Зіновій Флінта, Ф.Черняк, Ярослав Шеремета.